# Santi Vincenzo e Anastasio alle Tre Fontane
Santi Vincenzo e Anastasio alle Tre Fontane är en kyrkobyggnad i Rom, helgad åt de heliga Vincentius av Zaragoza och Anastasius av Persien. Kyrkan är belägen vid Tre Fontane i Quartiere Ardeatino i södra Rom och tillhör församlingen San Gregorio Barbarigo.

## Kyrkans historia
Kyrkan grundades av påve Honorius I år 625. Kyrkan överläts år 1138 åt cisterciensermunkar, vilka lät bygga om den. Byggnadsarbetena drog emellertid ut på tiden och den nya kyrkan fullbordades inte förrän år 1244, då den konsekrerades. Tre Fontane-klostret övertogs 1809 av franciskaner och 1868 av trappister. Den treskeppiga interiören uppvisar freskfragment, vilka till höger visar Kristi dop och därefter Petrus, Jakob den äldre, Andreas, Tomas, Mattias och Simon och till vänster Kristus uppenbarar sig för Maria Magdalena och därefter Paulus, Johannes, Filippos, Bartolomaios, Matteus och Judas Taddaios.